# Kotakan (Situbondo)
Kotakan is een bestuurslaag in het regentschap Situbondo van de provincie Oost-Java, Indonesië. Kotakan telt 5870 inwoners (volkstelling 2010).